# Ункэй
Ункэй (яп. 運慶, 1151—1223) — японский скульптор школы Кэй, расцветшей в период Камакура. Скульптор специализировался на изготовлении статуй Будды и других персонажей буддийского пантеона. Ранние работы Ункэя выполнены в традиционном японском стиле и имеют много общего с работами его отца, скульптора Кокэя. Позднее он изготовил статуи для храма Тодай-дзи в Наре, выполненные в реалистической манере, которая выделяет талант Ункэя среди других мастеров Японии того времени. Сегодня Ункэй считается «самым признанным мастером» из числа скульпторов школы Кэй.

## Биография
Самой ранней из дошедших до нашего времени работ Ункэя, которая бесспорно является произведением именно этого мастера, является «Вайрочана Будда», которую он создал в 1176 году для храма Эндзё-дзи в Наре. Ункэй был убеждённым буддистом, и в 1183 году, при помощи двух монахов и милостынедательницы по имени Акомаро, переписал две копии манускрипта Сутра Лотоса. Между 1208 и 1212 годами Ункэй создал для храма Тодай-дзи скульптуру Мироку Буцу (Будды Майтреи), вместе с сопровождающими его фигурами: двух бодхисаттв, Ситэнно и двух индийских ракан. К настоящему времени из этой группы сохранились лишь Мироку Буцу и ракан. После окончания этой работы и некоторых других для храма Кофуку-дзи скульптор переехал в Киото, где находился тогда художественный центр школы Кэй.
Позднее Ункэй находился на руководящей работе в Киото, Наре и в городе Камакура, работал в административной комиссии, занимавшейся делами высокопоставленных самураев и сёгуната.

## Наследие
18 марта 2008 года на аукционе Кристис деревянная скульптура работы Ункэя Дайнити (Будды) была продана за 14 миллионов 370 тысяч долларов США. Это стало  рекордной ценой на аукционных продажах предметов как японского, так и азиатского искусства в целом.

## Галерея

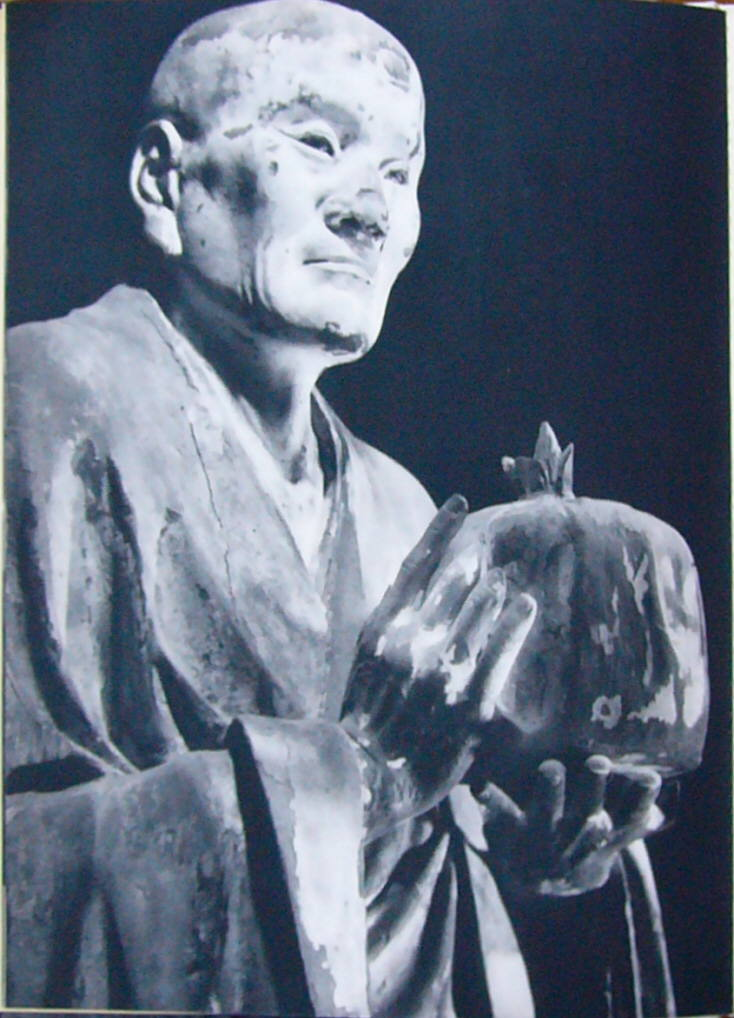
Мудзаку в Кофуку-дзи
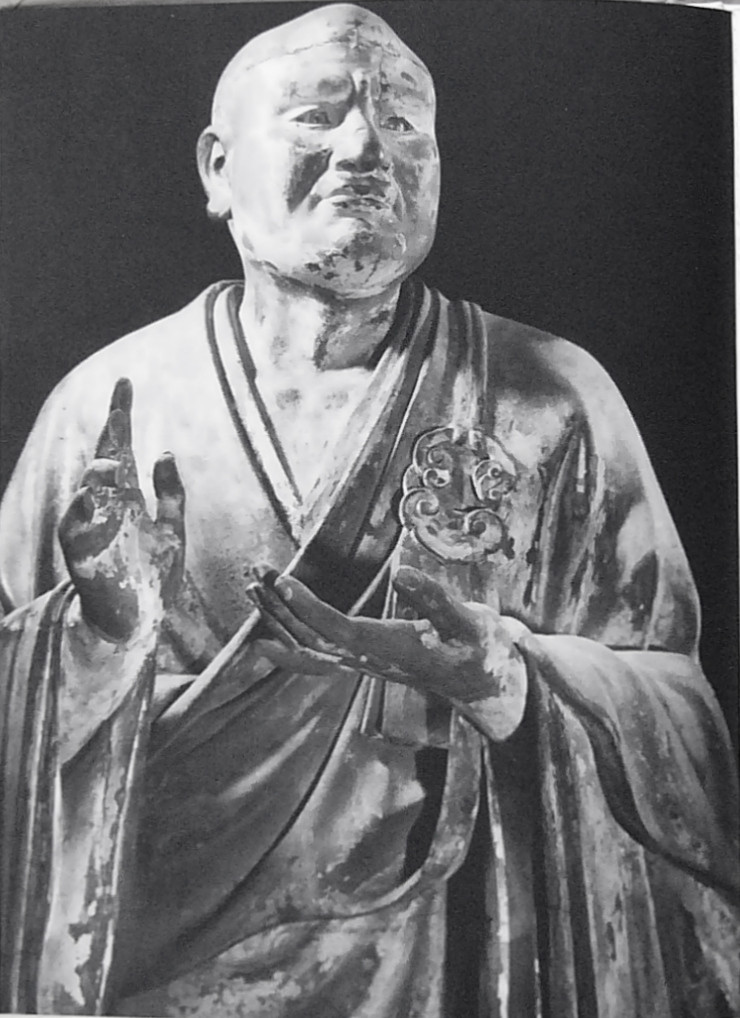
Сесин (Васубандху) в Кофуку-дзи
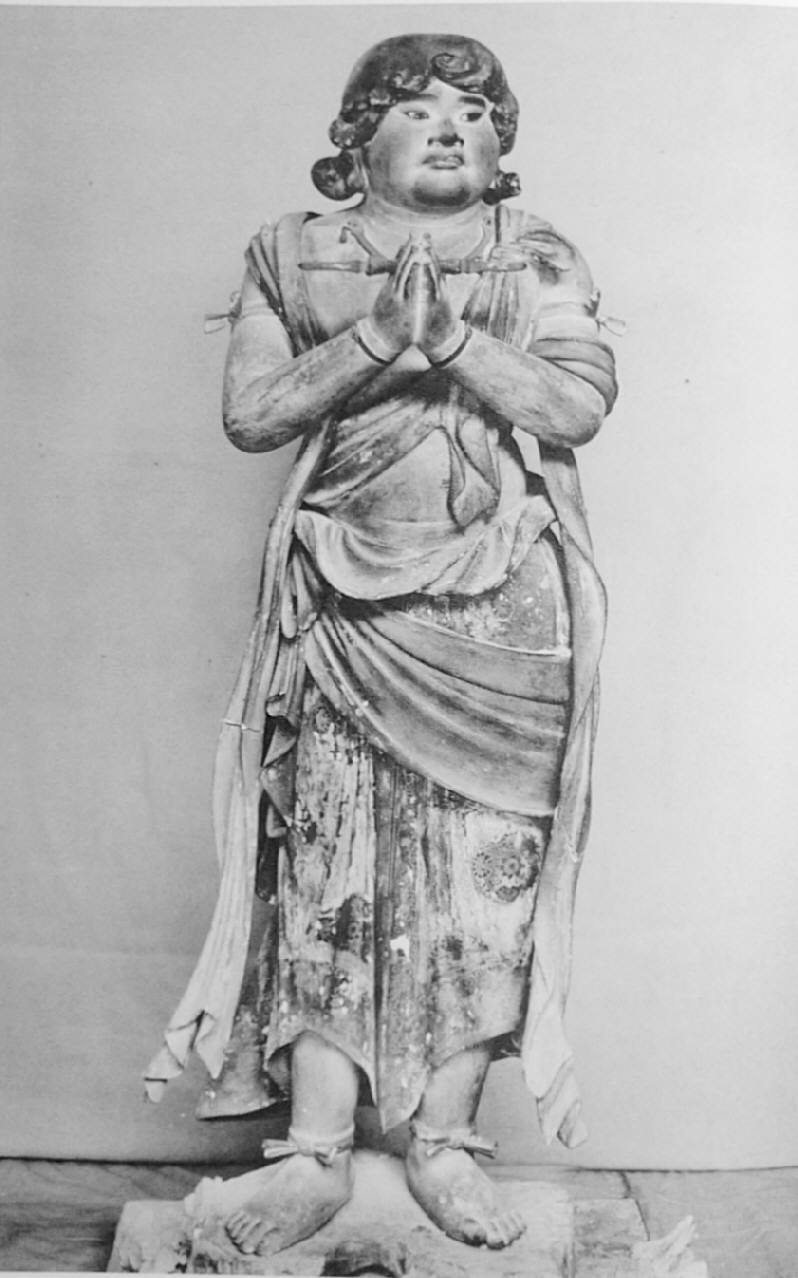
Кимкара в Конгобу-дзи
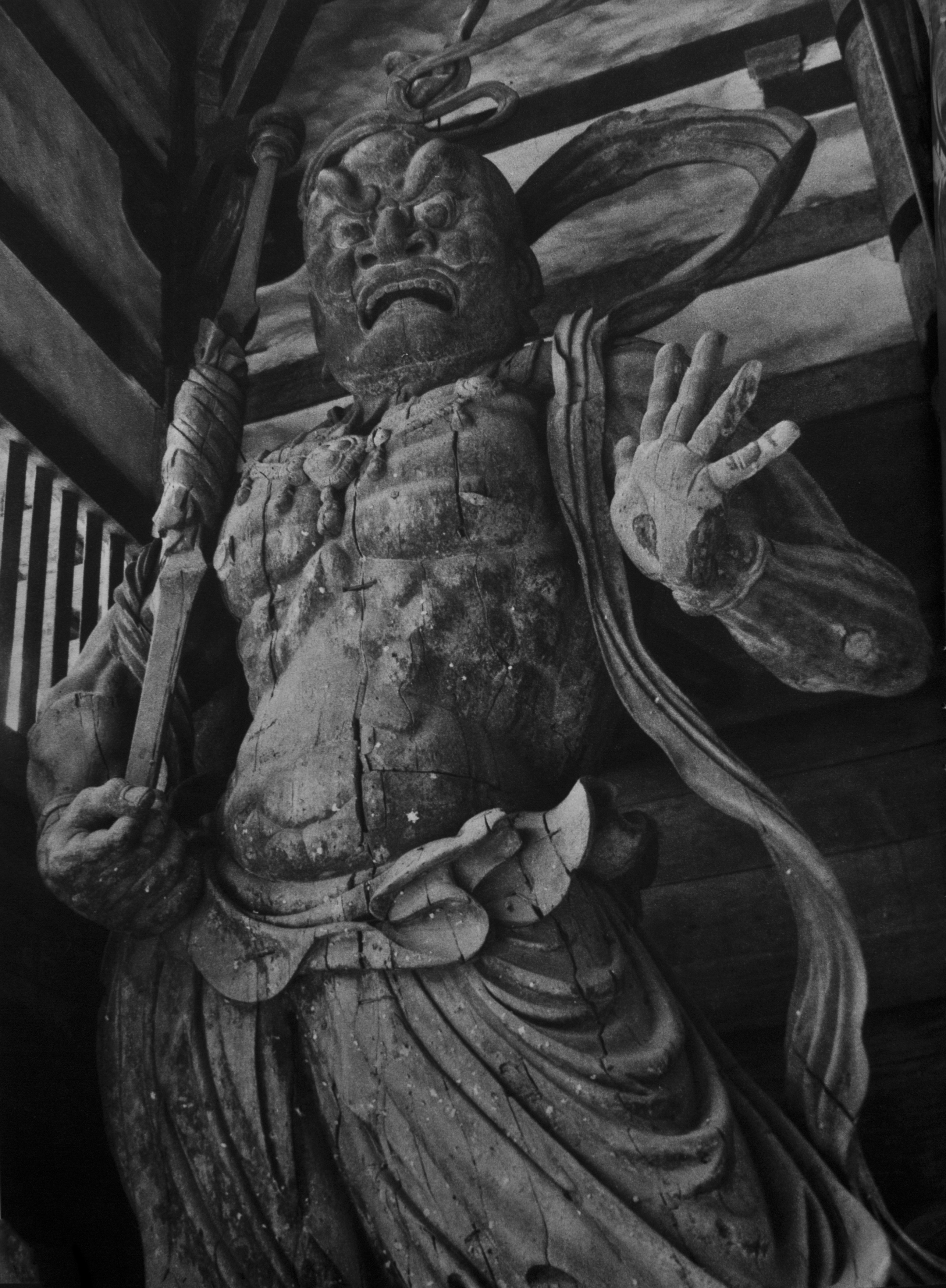
Агё, один из двух гвардейцев на фронтоне храма Тодай-дзи в Наре
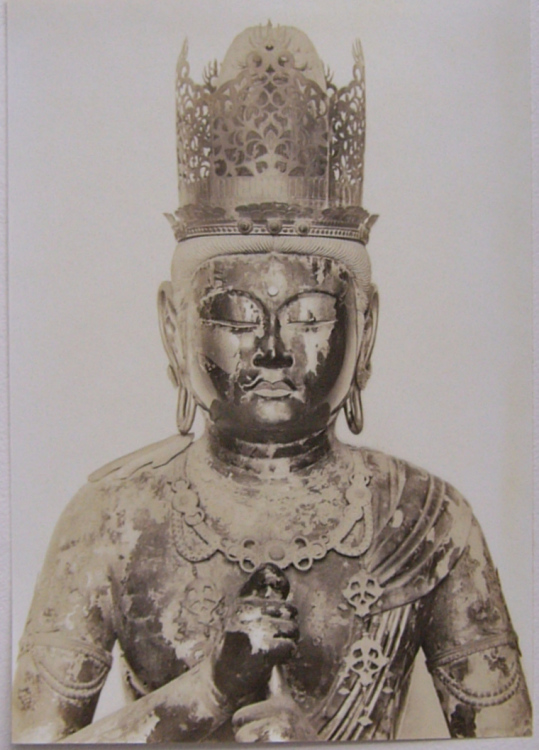
Эндзё-дзи Дайниси